# Drymonia lanceolata
Drymonia lanceolata là một loài thực vật có hoa trong họ Tai voi. Loài này được (Hanst.) C.V.Morton mô tả khoa học đầu tiên năm 1938.